# Amy LePeilbet
Amy Elizabeth LePeilbet (née le 12 mars 1982 à Spokane, dans l'État de Washington) est une joueuse de soccer américaine évoluant au poste de défenseure. Elle est  internationale américaine.

## Biographie

### Carrière en club
De 2000 à 2003 LePeilbet étudie à l'université d'État de l'Arizona, et joue au poste de défenseur pour les Arizona State Sun Devils. Lors de ses vacances scolaires d'été, elle évolue dans la W-League pour le Chicago Cobras et Arizona Heatwave. En 2008, elle est avec les Pali Blues et contribue à la conquête du championnat de la W-League.
Lors de la création de la Women's Professional Soccer en 2009, elle est sélectionnée par les Boston Breakers. Elle joue 19 matchs (1 710 minutes) lors de la saison 2009 et est élue la meilleure défenseure de la saison 2009. Elle joue 3 saisons avec les Breakers. Le 11 janvier 2013, elle est mise à disposition des Chicago Red Stars, jouant dans la nouvelle National Women's Soccer League.

### En sélection nationale
De 2002 à 2003, LePeilbet est membre de l'équipe nationale des moins de 21 ans des États-Unis. Sa première apparition pour l'équipe nationale des États-Unis est en 2004 lors d'un match contre la Suède.
Elle fait partie de l'équipe américaine championne olympique aux Jeux olympiques d'été de 2012.